# Mladí konzervativci
Mladí konzervativci (MK) je neformální politická mládežnická organizace ODS, jejímž cílem je prosazovat konzervativní a liberální hodnoty, určená pro lidi ve věku 15–35 let. Sdružení se v roce 2025 člení na sedm regionálních klubů (RK). Dále je organizace členěna na odborné kluby, a to na klub ekonomický,  politologický, zahraniční, technický a sportovní.

## Historie

### Začátky
Myšlenkou na ustavení organizace mladých lidí pravicového zaměření se současně začali zaobírat jak studenti elektrotechnické fakulty v Brně, tak jejich kolegové ze spolku českých právníků Všehrd. Na tomto základě vznikla přípravná skupina, která začala za významné podpory redakce Studentských listů a Občanského institutu během léta 1991 podnikat kroky k založení nové organizace. Informace o ustavujícím kongresu a předběžná verze programového dokumentu připravované organizace, který nesl jméno Charta Mladých konzervativců, byly publikovány ve Studentských listech 24/1991. Ustavující Kongres se sešel 8. prosince 1991 v Radiopaláci v Praze. Prvním prezidentem MK se stal student elektrotechnické fakulty Vysokého učení technického v Brně David Částek, viceprezidenty studentka Filozofické fakulty Masarykovy univerzity Zdena Kašková a manažer brněnské organizace ODS Zdeněk Žák.

### Ideové zaměření
Ideové zakotvení MK vycházelo z Charty Mladých konzervativců, ve které byli Mladí konzervativci definováni jako „politické sdružení mladých lidí v České republice, kteří cítí potřebu přihlásit se k liberálnímu konservatismu a přispět k budování a fungování demokratické politické společnosti v naší zemi.“ MK se přihlásili k politickému systému založenému na parlamentní demokracii a volné soutěži politických stran a změně společenského klimatu založeného na autonomii, právu a odpovědnosti jednotlivce. Ke změnám v programovém prohlášení došlo v roce 1998, stávající podobu mu pak dal Kongres v roce 2000. V Programovém prohlášení Mladí konzervativci zdůraznili svoji přináležitost k liberálně-konzervativnímu proudu, stojící na svobodě a zodpovědnosti jednotlivce, minimální, ale silný stát, důležitou roli vzdělání pro rozvoj společnosti a zodpovědnost jednotlivce při jeho dosahování, svobodnou soutěž politických stran, dvoukomorový parlamentní systém, důsledné oddělení veřejné správy a samosprávy, principy volného trhu a minimální zdanění či podporu nestátních organizací sociální pomoci a přestup k fondovému financování důchodového systému. Ocenili členství ČR v NATO a zároveň podpořili integraci České republiky do Evropské unie.

### Historie znaku
Původní znak MK se začal rodit bezprostředně po kongresu v roce 1995. Výkonný výbor předložil členům čtyři návrhy kombinující písmena MK a siluetu svatého Václava. Jeden z návrhů pak nahradil do té doby používaný symbol organizace, kterým byla grafická podoba písmen MK. Existovalo ovšem více návrhů – po druhém kongresu diskutovala výkonná rada o dvou návrzích nového symbolu MK – v podobě tučňáka a delfína. Ani jeden z návrhů ale nebyl nakonec přijat. Setkání členů MK v Blansku pak podpořilo v prosinci 1992 jako symbol organizace buldočka v klobouku, symbol se ovšem nedočkal realizace. V roce 2009 bylo logo MK inovováno a dočkalo se současné podoby.

## Organizace
Organizační strukturu MK narýsoval již první Kongres. MK bylo tvořeno dvěma stupni: místním na úrovni klubů a centrálním složeným z prezidenta a výkonné rady. Nejvyšším orgánem se stal Kongres, volící prezidenta MK, výkonnou radu, kontrolní a revizní komisi a smírčí výbor. Orgány na místní úrovni byly sněmy klubů, volící předsedu a výbor klubu. Oficiálním sídlem MK se stalo Brno, kde vznikl i první regionální klub. Vzápětí začaly vznikat i kluby v Praze, Olomouci, Frýdku-Místku, Klatovech, Plzni, Ostravě, Třebíči, Písku, Ústí nad Orlicí a Strakonicích, připravováno bylo založení klubu v Českém Krumlově. K založení klubu bylo potřeba pětičlenné přípravné skupiny, která měla vypracovat návrh stanov a uspořádat ustavující sněm. Na sněmu zvolení představitelé klubu pak mohli požádat výkonnou radu o udělení licence. Kromě regionálních klubů začaly později vznikat i odborné kluby (ekonomický, politologický, zahraničně-politický, právnický).
První změna stanov přišla již v roce 1992, kdy byl základní dokument MK rozšířen o institutu kolegia předsedů klubů MK, které mělo představovat poradní orgán výkonné radě. Stanovy se také nově zmínily o hlavní kanceláři MK. V roce 1993 bylo změněno sídlo MK na Prahu a funkce prezidenta MK přejmenována na předsedu. Stanovy zároveň zapovídaly členům MK členství v jiné politické straně než ODS, což ale Kongres v roce 1995 zrušil. V neposlední řadě Kongres zapověděl možnost regionálních klubů schvalovat si vlastní stanovy
K výrazným změnám ve stanovách došlo v roce 1995. Nejpodstatnější změnou se stalo ustanovení, podle kterého nebylo členství ve sdružení vázáno na členství v jednom regionálním klubu, výkonná rada byla přejmenována na výkonný výbor a bylo rozhodnuto, že jeho členy nebude volit kongres, ale bude je jmenovat volený předseda MK. Do stanov byla rovněž zapracována instituce patrona MK.
Další změny stanov měl přinést Kongres v roce 1997, který znovuzavedl funkci prezidenta MK, vrcholného reprezentanta MK pověřeného jednáním s politickými stranami, a výkonného předsedu, který měl organizovat práci sdružení a řídit výkonný výbor. Kompromisní návrh nakonec nepřijal kandidát na prezidenta Tomáš Svoboda a tak tato funkce zůstala neobsazena. Předsedou MK se stal Petr Mach. Stanovy rovněž formulovaly Radu MK jako poradní orgán předsedy.
Následující výraznější změny stanov přinesl Kongres v roce 1998, který zavedl přímou volbu prvního místopředsedy (volba dalších dvou místopředsedů byla zavedena na Kongresu v roce 1999) a reformoval radu MK. Ta se měla skládat z předsedy MK, prvního místopředsedy, čtyř členů volených kongresem a všech předsedů regionálních a odborných klubů. Volení členové rady nadále potvrzovali rozhodnutí předsedy o jmenování a odvolání členů výkonného výboru. Na kongresu v roce 1999 byl potom schválen článek o programové konferenci MK (doposud proběhly čtyři programové konference), na kongresu o tři roky později byl pak rozšířen počet místopředsedů na čtyři a současně navýšen počet volených členů Rady MK na šest. V roce 2003 se počet místopředsedů zvýšil na pět.
K zásadním změnám stanov došlo na Kongresu v roce 2004, který zavedl delegátský systém na účast na Kongresu a schválil třístupňovou vertikální strukturu MK rozšířenou o Krajskou radu. V roce 2008 Kongres prodloužil funkční období všech orgánů MK na dva roky.
V roce 2010 předseda MK Jiří Fremr v Plzni napadl a zbil člověka. Následně byl obviněn ze způsobení těžké újmy na zdraví, výtržnictví a poškozování cizí věci. Podle soudu se dopustil ublížení na zdraví, výtržnictví a poškozování cizí věci. Za tento čin byl plzeňským okresním soudem odsouzen k dvouletému trestu s podmíněným odkladem na dva roky. Rozsudek nenabyl právní moci a v současné době (stav k 1. 11. 2012) je věc projednávána odvolacím soudem. Odvolací soud potvrdil Jiřímu Fremrovi dvouletou podmínku.

## Aktivity
Mezi hlavní aktivity Mladých konzervativců patří pořádání přednášek, seminářů a konferencí, kde se mohou především mladí lidé z celé České republiky setkat s významnými představiteli politického, ekonomického nebo společenské života a diskutovat s nimi aktuální celospolečenská témata.
Mezi hlavní akce MK lze zařadit:
Evropské minority, Praha, 1994: pětidenní seminář za účasti 50 mladých Evropanů z členských zemí European Democrat Students o problematice evropských minorit
NATO, Ostrava, duben 1996: konference zaměřená na problematiku rozšiřování Severoatlantické aliance
XXth Summer University of the European Democrat Students – Central Europe, an Integral Part of Europe, Praha, Poděbrady, srpen 1996: týdenní program tradiční letní univerzity EDS za účasti 250 mladých lidí z více než 28 zemí Evropy. Na přednáškách a workshopech vystoupili přednášející z nejrůznějších zemí Evropy.
Tržní hospodářství a sociální politika, CERGE, Praha, říjen 1997: konference zabývající se sociální a ekonomickou transformací ČR a konzervativními přístupy k sociální politice, sociální spravedlnosti a solidaritě.
Česká republika a NATO: vyhlídky a důsledky začlenění, Brno, 4.–5. dubna 1998: dvoudenní konference zaměřená na otázky vstupu České republiky do Severoatlantické aliance
Konzervatismus v informačním věku, Moravská Třebová, 6.–7. února 1998: seminář k problematice transformace institucí industriální společnosti v instituce společnosti postindustriální za účasti politologů i zástupců předních producentů informačních technologií
Střet monetární a fiskální politiky: vztah České národní banky a vlády ČR, Praha, březen 1998: celodenní setkání mladých lidí s představiteli ČNB, vlády a zástupci předních bank
Ekonomické fórum MK: hospodářsko-politický program české pravice, Praha, květen 1998: jednodenní seminář MK za účasti ekonomických odborníků pravicových politických stran (ODS, ODA, DEU, US), představující v předvolební atmosféře základní varianty hospodářsko-politických programů české pravice.
Vize komunální politiky v České republice, Český Krumlov, říjen 1998: dvoudenní konference určená mladým lidem se zájmem o komunální politiku za účasti starostů a primátorů velkých i menších měst.
Evropa pro naši generaci, Opava, Brno, Praha, podzim–zima 1998: třídílná konference na téma evropská integrace a vstup ČR do Evropské unie za účasti více než 200 studentů a pedagogů vysokých škol.
Letní kempy MK, 1998–dosud: pravidelné každoroční setkání členů MK spojené s diskusemi s významnými politiky, návštěvou pamětihodností a odpočinkem.
Building Youth Leadership, Olomouc, 2000: mezinárodní seminář
Generace 21, 2002–dosud: vzdělávací program určený pro studenty středních škol
Brno – město práva, Brno, 2003: konference na téma nejvyšších právních institucí
Parlamentní simulace, 2004–2005: simulace jednání PSP ČR za účasti několika desítek členů (ve spolupráci s Mladými křesťanskými demokraty)
Koncert pro Kapku naděje, Prostějov, 2004: charitativní koncert pro známou nadaci, který vynesl více než 70 tisíc korun
Projekt Čaj o páté, 2004 – dosud: projekt diskusí s politiky ODS
Koncert „My mlčet nebudeme“ k 16. výročí 17. listopadu, Praha, 2005: koncert za účasti známých českých interpretů
Konference Česká pravice v letech 2008–2012, Praha, duben 2008
Tři roky České republiky v EU, Praha, květen 2007
Německé parlamentní volby 2009, Praha, listopad 2009: konference pořádaná Politologickým klubem MK na půdě Vysoké školy CEVRO Institut
Mezinárodní setkání "Dvě dekády demokracie a udržitelný vývoj ve střední a východní Evropě", Praha, září 2011: Mladí konzervativci hostili setkání European Democrat Students.
20 let MK, Praha, listopad 2011: Mladí konzervativci oslavili na společenském setkání pod záštitou primátora hl. m. Prahy B. Svobody 20 let své existence.
Přímá volba prezidenta, Praha, červen 2012: konference pořádaná Politologickým klubem MK na půdě Vysoké školy CEVRO Institut

## Publikační činnost
Prvním magazínem MK byl Zvěstník MK, který vydával regionální klub v Praze v roce 1992. Další list pak začal vycházet v roce 1995 a dostal název Pravý úhel s podtitulem Revue pro konzervativní názory – Zpravodaj Mladých konzervativců České republiky, který vycházel až do roku 2002. Po čtyřleté přestávce pak bylo jeho vydávání obnoveno. Každé číslo se věnuje aktuálnímu zahraničnímu či domácímu politickému tématu, přináší rozhovor s významnou osobností české politiky či portréty spřátelených organizací. O dva roky později pak začal vycházet celostátní Bulletin MK, informující o aktivitách MK.
Kromě těchto periodik vydávaly své magazíny i regionální kluby. V roce 1995 začal vycházet časopis Mladých konzervativců v Ostravě s názvem Konzervativní listí, po roce 2000 pak začali pravidelně publikovat členové RK MK Střední Čechy v magazínu Středočech, královéhradečtí členové ve Zpravodaji královéhradeckých Mladých konzervativců, brněnští v Pohledu zprava a prostějovští v Kolonoku. V Praze vydávali Mladí konzervativci časopis Portál. V současnosti vydávají Mladí konzervativci časopis Pravý úhel.
MK vydali i několik neperiodických sborníků: Kdy bude dost bytů (RK MK Brno, 2001), Životní prostředí v politice (RK MK Brno, 2002), Odkaz 17. listopadu: sborník studentských prací na téma „17. listopad – 15 let poté“ (RK MK Prostějov, 2005), Co si myslí MK o EU? (Politologický klub, 2008), 20 let MK (Mladí konzervativci 2011).

## Vztah k politickým stranám
Na svém ustavujícím kongresu vyjádřili MK naději, že dojde k překonání roztržek na pravici a pravicové proudy se budou postupně sjednocovat. Na Kongresu rovněž vystoupili zástupci ODS a ODA. Postupem času se ovšem MK začali orientovat na ODS. Prvním znakem tohoto směřování byl zákaz vstupu členů MK do jiné politické strany než ODS, stanovený kongresem v roce 1993 (toto ustanovení bylo ovšem o dva roky později zrušeno), stanovy v reakci na založení Konzervativní aliance mladých jako mládežnického křídla ODA definovaly MK jako mladé křídlo ODS (toto ustanovení bylo zrušeno v roce 1994).
Práce na formální spolupráci začaly v roce 1993, kdy výkonná rada ODS pověřila jednoho ze svých místopředsedů a tiskového mluvčího projednáním formy spolupráce s MK, do stanov ODS se ovšem formulaci o spolupráci nepodařilo prosadit. Spolupráci ODS a MK tak stanovilo pouze usnesení, které MK ustavilo jako organizaci spolupracující s ODS.
MK s ODS spolupracovali zejména při organizaci předvolebních kampaní. Tak se členové MK zapojili do kampaně před volbami v roce 1992, v roce 1998 MK přišli s vlastní kampaní na podporu pravice a třemi plakáty, mezi nimiž dominovalo heslo „Nebudeme-li pracovati, budou z nás sociální demokrati“ a účastnili se kampaně ODS.
K dalšímu prohloubení vztahu MK a ODS vyzval vedení Kongres v roce 2003. Tato část usnesení byla naplněna společným prohlášením předsedů MK a ODS o vzájemné spolupráci a vyvrcholila usnesením Kongresu ODS v roce 2003, který zavázal Výkonnou radu prohloubit spolupráci s MK.
V roce 2004 se členové MK aktivně zapojili do kampaně před volbami do Evropského parlamentu, kdy přišly mj. s projektem tzv. žluté karty socialistické vládě. V roce 2006 pak členové MK podporovali vlastní kampaní kandidáty ODS ve sněmovních volbách. MK podporovali ODS i ve volbách 2006, 2008, 2009, 2010, 2013 a 2014.
V roce 2002 se dva členové MK (David Šeich, Jiří Pospíšil) stali poslanci za ODS, v roce 2006 se poté Martin Novotný stal primátorem statutárního města Olomouce.
5. až 7. prosince 2008 proběhl 19. kongres ODS. Na tomto kongresu bylo potvrzeno privilegované postavení Mladých konzervativců, jakožto jediné partnerské mládežnické organizace Občanské demokratické strany.
Usnesení 19. Kongresu ODS: „Kongres ODS si váží spolupráce s občanským sdružením Mladí konzervativci a má zájem na jejím dalším prohlubování.“
Jubilejního 20. kongresu ODS se účastnilo několik členů MK, kteří zde prezentovali svou činnost v připraveném stánku. Kongres ODS vyjádřil ocenění spolupráce v politické části závěrečného usnesení: „Kongres ODS oceňuje spolupráci ODS s občanským sdružením Mladí konzervativci a doporučuje ji nadále rozvíjet.“
V roce 2011 uzavřeli Mladí konzervativci smlouvu s ODS, ve které ODS uznala Mladé konzervativce za jedinou partnerskou mládežnickou politickou organizaci a naopak Mladí konzervativci uznali ODS za jedinou partnerskou politickou stranu na české politické scéně.

## Mezinárodní spolupráce
Zahraniční spolupráce a aktivní působení na mezinárodním poli je jedením z prioritních aspektů činnosti MK. Osobou zodpovědnou za zahraniční politiku a činnost MK je Zahraniční tajemník. Tuto pozici vykonával od roku 2008 do roku 2012 Jaroslav Kepka, kterého nahradil současný Zahraniční tajemník Lukáš Vítek. MK jsou členem několika pravicových mezinárodních organizací:
European Democrat Students (EDS), představující jednu z největších pravicově orientovaných politických organizací mládeže v Evropě. Mladí konzervativci měli v letech 1996–97 svého zástupce ve vedení EDS a v roce 1996 hostili mezinárodní 20. letní univerzitu EDS – XXth EDS Summer University. Místopředseda MK Antonín Kazda byl dvakrát místopředsedou EDS, a to v letech 1996–1997 a 1998–1999. Od roku 2000 měli MK opět zastoupení ve výkonné radě EDS v osobě Petra Sokola. V letech 2000 až 2003 vykonával funkci místopředsedy, v letech 2003 až 2004 dokonce funkci čestného předsedy. V roce 2011 byl zvolen místopředsedou Martin Halada a o dva roky později Vít Voseček, který byl ve funkci do roku 2013.
MK jsou spoluzakládajícími členy European Young Conservetives (EYC). V letech 1997–1999 vykonával funkci místopředsedy této organizace místopředseda a zahraniční tajemník MK Antonín Kazda. Na kongresu EYC v Praze v listopadu 1999 byl A. Kazda zvolen předsedou EYC a stal se tak historicky prvním zástupcem pravicové mládežnické organizace z postkomunistické východní Evropy, který stanul v čele jedné z nejvýznamnějších evropských struktur sdružující mladé lidi. Od konce roku 2000 do ledna 2002 pokračovala přítomnost MK ve vedení EYC díky postu místopředsedy Petra Sokola. V průběhu roku 2010 pak došlo z podnětu Mladých konzervativců a jejich zahraničních partnerů k obnovení činnosti této organizace a její propojení s Aliancí evropských konzervativců a reformistů.
Democrat Youth Community of Europe (DEMYC). V roce 2001 hostili MK XIX. kongres této organizace, na které byl předseda David Rýc zvolen místopředsedou DEMYCu. Jeho pokračovatelem v místopředsednické funkci se v září 2003 stal v litevském Vilniusu Tomáš Jirsa. Na Kongresu ve Vídni v březnu 2006 Tomáš Jirsa svou pozici obhájil a nadále reprezentuje MK ve vedení DEMYC. V červnu 2010 MK pořádali studijní setkání DEMYC, které neslo téma: Posilování role žen v politice. Setkání se zúčastnilo přes 30 mladých lidí z celé Evropy.
MK podporují a rozvíjejí bilaterální vztahy se svými partnerskými organizacemi po celé Evropě. Intenzivní spolupráci rozvíjejí s Občiansko-demokratickou mládeží ze Slovenska, MK z Polska, Fidelitas z Maďarska a Junge Union a RCDS z Německa. V listopadu 2009 MK uspořádali společné setkání zemí V4, Rakouska a Německa pod názvem: Střední Evropa, 20 let poté. Hlavním záměrem této akce bylo společné setkání středopravicových organizací působící v regionu střední Evropy a posílení vzájemných vazeb s partnerskými organizacemi v blízkém zahraničí. V červnu 2010 MK spolu s německou RCDS uspořádali česko-německé setkání, které proběhlo v Ústí nad Labem. MK dlouhodobě spolupracuje s organizacemi, které působí v zemích s totalitní povahou vlád např. běloruské opoziční organizace Molody Front a Civic Forum.
Souhrn zahraničních aktivit MK po kongresu v roce 2008:
- 12/2008 – Setkání s vedením DEMYC v Praze.
- 12/2008 – Council Meeting EDS, Trevír, Německo
- 2/ 2009 – První oficiální návštěva v ČR – AKP Turecko
- 2/2009 – návštěva organizace LFSA Libanon v ČR
- 7/2009 – Letní univerzita EDS, Kypr
- 9/2009 – Výlet do Štrasburku, Francie
- 9/2009 – LFSA, Libanon
- 10/2009 – IRI Černá Hora
- 10/2009 – Council Meeting EDS, Stockholm, Švédsko
- 11/2009 – IYDU, Berlín
- 11/2009 – Setkání s britskými konzervativci, Londýn
- 12/2009 – Setkání zemí V4 + Rakousko, Německo s názvem: Střední Evropa po 20. letech, Plzeň
- 1/2009 – IRI, Sofia
- 2/2010 – XX. Zimní universita EDS, Brusel, Belgie
- 3/2010 – Kongres MK, účast předsedy EDS Bence Bauera a zahr. tajemníka slovenské ODM Juraje Antala.
- 5/2010 – Council Meeting EDS, Vilnius, Litva
- 5/2010 – Přípravné setkání organizace YECR v Praze
- 6/2010 – Studijní setkání organizace DEMYC v Praze
- 6/2010 – Česko-německé setkání MK a RCDS v Ústí nad Labem
- 7/2010 – Letní univerzita EDS, Žilina, Slovensko

## Předsedové
| Rok         | Jméno          |
| ----------- | -------------- |
| 1991 – 1993 | David Částek   |
| 1993 – 1997 | Michal Špaňár  |
| 1997        | Petr Mach      |
| 1997 – 2001 | David Rýc      |
| 2001 – 2007 | Petr Sokol     |
| 2007 – 2008 | Jiří Klindera  |
| 2008 – 2017 | Jiří Fremr     |
| 2017 – 2019 | Milan Vyskočil |
| 2019 - 2024 | David Vančík   |
| od 2024     | Jan Hroudný    |

## Významní členové
- Martin Baxa, primátor města Plzeň (ODS)
- Pavel Drobil, zastupitel Moravskoslezského kraje (2004-2010), místopředseda ODS (2010-2012) a ministr životního prostředí (2010)
- Petr Gandalovič, ministr zemědělství (2006–2009) a místopředseda ODS (2006-2010)
- Jan Dohnal, primátor města Ostravy (ODS)
- Vít Jedlička[1]
- Ivan Langer, ministr vnitra (2006–2009) a místopředseda ODS (2004-2010)
- Michal Kubát, politolog, Západočeská univerzita v Plzni, FSV UK
- Petr Mach, bývalý evropský poslanec za Stranu svobodných občanů
- Miroslav Mareš, politolog, Masarykova univerzita v Brně
- Ladislav Mrklas, politolog
- Martin Novotný, primátor města Olomouce (2006-2014), poslanec PSP ČR a místopředseda strany (ODS)
- Bohumil Pečinka[1]
- Jiří Pospíšil, ministr spravedlnosti (2006–2009 a 2010-2012), místopředseda ODS (2010-2014), Poslanec Evropského parlamentu (2014-2024)
- David Šeich, exposlanec PSP ČR, (ODS)
- Jan Zahradil, poslanec Evropského parlamentu (2004-2024), 1. místopředseda ODS (2002-2004 a od 2014), místopředseda ODS (2001-2002)